# Bezinščica
Bezínščica (tudi Bezínska vôda) je levi pritok Dravinje izpod Brinjeve gore. Majhen potok teče po lastni dolini z ravnim dnom proti jugovzhodu skozi vasi Bezina, Vešenik in Prežigal, pod slednjo pa se izliva v Dravinjo.
V zgornjem toku je potok večinoma v naravnem stanju, teče po majhni strugi, gosto obraščeni z obvodnim rastlinjem, ob njem so večinoma travniki. Skozi Vešenik in naprej do izliva teče potok po umetni strugi, ki je mestoma obdana s kamnitimi brežinami, v njej so nizke kamnite pregrade. Na tem odseku je struga slabo vzdrževana in zaraščena, brez naravnega obvodnega rastlinja.